# Derlei
Vanderlei Fernandes Silva, meglio noto come Derlei (São Bernardo do Campo, 14 luglio 1975), è un ex calciatore brasiliano, di ruolo attaccante.

## Biografia
Soprannominato Ninja, possiede anche la cittadinanza portoghese.

## Carriera
Derlei ha giocato in patria nelle categorie minori finché, nel 1999, il suo cartellino è stato acquistato dall'União Leiria, squadra portoghese. Nella stagione 2001-2002, allenato da José Mourinho, il Leiria è arrivato settimo e Derlei ha segnato ben 21 reti.
Nel 2002, viste le buone prestazioni, è stato ceduto al più quotato Porto, in cui, tra l'altro, ha ritrovato Mourinho che l'aveva allenato la stagione precedente. La prima stagione è stata proficua poiché il Porto ha vinto il campionato, in cui Derlei ha segnato 7 reti, e la Coppa UEFA 2002-2003, competizione nella quale ha segnato una doppietta in finale. Nella stagione successiva si è infortunato al ginocchio nel dicembre 2003, mentre era capocannoniere. È rientrato sul finire di stagione ed ha vinto il campionato e la UEFA Champions League 2003-2004, competizione nella quale ha giocato la finale contro il Monaco da titolare.
Nel gennaio 2005 è stato ceduto alla Dinamo Mosca per 7 milioni di euro e nel frattempo ha ricevuto la cittadinanza portoghese. Nella stagione 2005 ha segnato 13 reti arrivando secondo nella classifica capocannonieri dietro a Kiričenko (14 reti). Nella stagione 2006 non si è ripetuto ma ha comunque segnato 7 reti in 18 presenze.
Nel gennaio 2007 si è trasferito in prestito al Benfica e ha debuttato il 2 febbraio in uno 0-0 casalingo con il Boavista. A giugno, è stato acquisito a parametro zero dallo Sporting Lisbona, conseguendo il simpatico primato di aver giocato in tutte e 3 le big portoghesi. Nella stagione 2007-2008 è stato tormentato da un infortunio al ginocchio. Nella stagione 2008-2009 ha dovuto competere con Hélder Postiga per un posto accanto a Liédson. A fine campionato avrà accumulato 20 presenze, spesso dalla panchina, e 5 reti. Il 5 novembre 2008, al José Alvalade, in Champions League contro lo Shacktar Donetsk, Derlei è subentrato dalla panchina segnando il gol vittoria 4 minuti dopo. Il suo contratto con lo Sporting è scaduto a giugno 2009 e Derlei ha rifiutato il rinnovo di contratto, insoddisfatto del suo scarso utilizzo.
Il 27 agosto 2009 ha firmato un contratto annuale per l'Esporte Clube Vitória. Ha debuttato il 13 settembre contro il Palmeiras: subentrato nella ripresa, ha segnato il gol vittoria (3-2). Successivamente ha sofferto di problemi fisici ed in ottobre ha rescisso consensualmente il contratto. Nel febbraio 2010 ha trovato la sua nuova destinazione nel Madureira, club in cui aveva militato anche nel 1999.
Al termine della stagione 2010 decide di dare l'addio al calcio giocato.

## Palmarès

### Club

#### Competizioni nazionali
- Campionato portoghese: 2

Porto: 2002-2003, 2003-2004
- Coppa del Portogallo: 2

Porto: 2002-2003
Sporting Lisbona: 2007-2008
- Supercoppa di Portogallo: 3

Porto: 2003, 2004
Sporting Lisbona: 2007

#### Competizioni internazionali
- Coppa UEFA: 1

Porto: 2002-2003
- UEFA Champions League: 1

Porto: 2003-2004
- Coppa Intercontinentale: 1

Porto: 2004

### Individuale
- Capocannoniere della Coppa UEFA: 1

2002-2003 (12 gol)